# Sint-Pauluskerk (Bobbin)
De Sint-Pauluskerk (Duits: St. Pauli) is een protestants kerkgebouw in Bobbin, een dorp dat bij Glowe hoort, op het eiland Rügen. Sinds 2006 vormt de kerk samen met enige kapellen één gemeente met Altenkirchen. Het is nog het enig overgebleven kerkgebouw van Rügen, dat is opgebouwd van veldstenen.

## Geschiedenis
De huidige kerk werd omstreeks het jaar 1400 voltooid. Wellicht bevond zich op de plaats van de kerk een voormalig heidens bouwwerk, dat later een christelijke bestemming kreeg. Het patrocinium van Paulus, apostel, prediker en leraar der heidenen, zou daar op wijzen. In 1250 werd de plaats en de ecclesia de Babyn als het goed van het klooster Bergen opgetekend. De kerk in het jaar 1400 bestond uit het schip met koor en sacristie. De toren werd een eeuw later toegevoegd.
Het Likhus (lijkenhuis) werd in de 16e eeuw aan de zuidzijde van het koor aangebouwd, in de 17e eeuw vond de bouw van de opgang naar de loge plaats. De laatste renovatie van het kerkinterieur, waarbij het vlakke plafond vernieuwd werd, volgde in de jaren 1954-1955. In 1971 werd het oorspronkelijk met leien gedekte dak gerenoveerd.
De Sint-Pauluskerk was in de 15e en 16e eeuw een van de bedevaartskerken van Rügen. Paus Bonifatius IX verleende aan bezoekers en weldoeners van de kerk aflaten. De toenmalige ecclesia parochialis S. Pauli in Babbin behoorde tot het Deense bisdom Roskilde.

## Interieur
- Het doopvont is het oudste voorwerp van de kerk en stamt uit circa 1300.  Waarschijnlijk stond het doopvont al in de voorganger van de huidige kerk. Het doopvont heeft een ronde voet en een cuppa in de vorm van een halve kogel.
- De saramentsschrijn in het koor ontstond kort na 1400. Hier werden vroeger de hosties en de monstrans bewaard. Op de deur van eikenhout bevinden zich twee engelen met een monstrans. Op de binnenzijde van de deur is een kruisigingsgroep met een rode achtergrond en zwarte sterren geschilderd.
- De grafzerken bleven slechts in delen bewaard en stammen eveneens uit de vroegste periode van de kerk. In het midden van het kerkschip zijn nog de zerken van Mechtild von Jasmund en haar zoon Hermann von Jasmund uit het jaar 1440, alsook twee zerken voor Balthasar von Jasmund en zijn jong gestorven kinderen uit het jaar 1618 te herkennen. In een kelder onder de kerk bevindt zich de zerk van Carl von Jasmund uit het jaar 1649.
- Een kastje bij de ingang van de kerk uit het jaar 1600 dient tegenwoordig als offerblok.
- Veel interieurstukken uit de 17e eeuw zijn schenkingen van graaf Carl Gustav Wrangel, de beschermheer van de kerspelen Bobbin en Sagard. Op de kansel uit het jaar 1662 bevinden zich maniëristische voorstellingen van Bijbelse figuren in een landschappelijke of architectonische setting: Salvator, Petrus, Johannes de Doper, Mozes, de vier evangelisten, een engel in de wolken. Op de voluten van het klankbord staan kleine engelen, op spits Christus als Redder der wereld. Onder het klankbord hangt een duif als symbool voor de Heilige Geest.
- De altaaropzet uit het jaar 1668 toont drie thema's uit het leven van Christus. Het middelste schilderij toont de Kruisiging van Jezus, het onderste schilderij het Laatste Avondmaal; in het bovenste middelveld de Opstanding.
- Op de loge uit de 2e helft van de 17e eeuw zijn op de buitenste velden het wapen van de vorst Wilhelm Malte I zu Putbus(† 1854) en zijn vrouw vorstin Luise zu Putbus († 1860) te zien, leden van een adelgeslacht uit Rügen. De beide binnenste velden tonen het wapen van de Zweedse veldheer Carl Gustav Wrangel en gravin Anna Margareta Wrangel, geboren von Haugwitz.
- Pas in het jaar 1745 werd de biechtstoel in de kerk geplaatst. Op de velden van het onderste deel zijn voorstellingen met bijpassende Bijbelteksten geschilderd. Het lijkt ongewoon dat er na de reformatie nog een biechtstoel werd opgesteld, echter het biechtgebruik is niet in tegenspraak met de reformatie. Maarten Luther zelf keurde de biecht niet af, maar slechts de dwang van de biecht. Het beslissende was voor hem het vergevingswoord van Christus in de absolutie. Het interieur van de biechtstoel was volledig met tegenwoordig overschilderde en moeilijk leesbare teksten beschilderd.
- Het gestoelte in de kerk is 19e-eeuws.

## Orgel
Het orgel werd in 1842 gebouwd door de orgelbouwer Carl August Buchholz uit Berlijn. Het orgel heeft één manuaal en zes registers. De beide pedaalregisters werden in 1878 door de orgelbouwer Barnim Grüneberg toegevoegd. Het instrument heeft geen koppels.

## Afbeeldingen

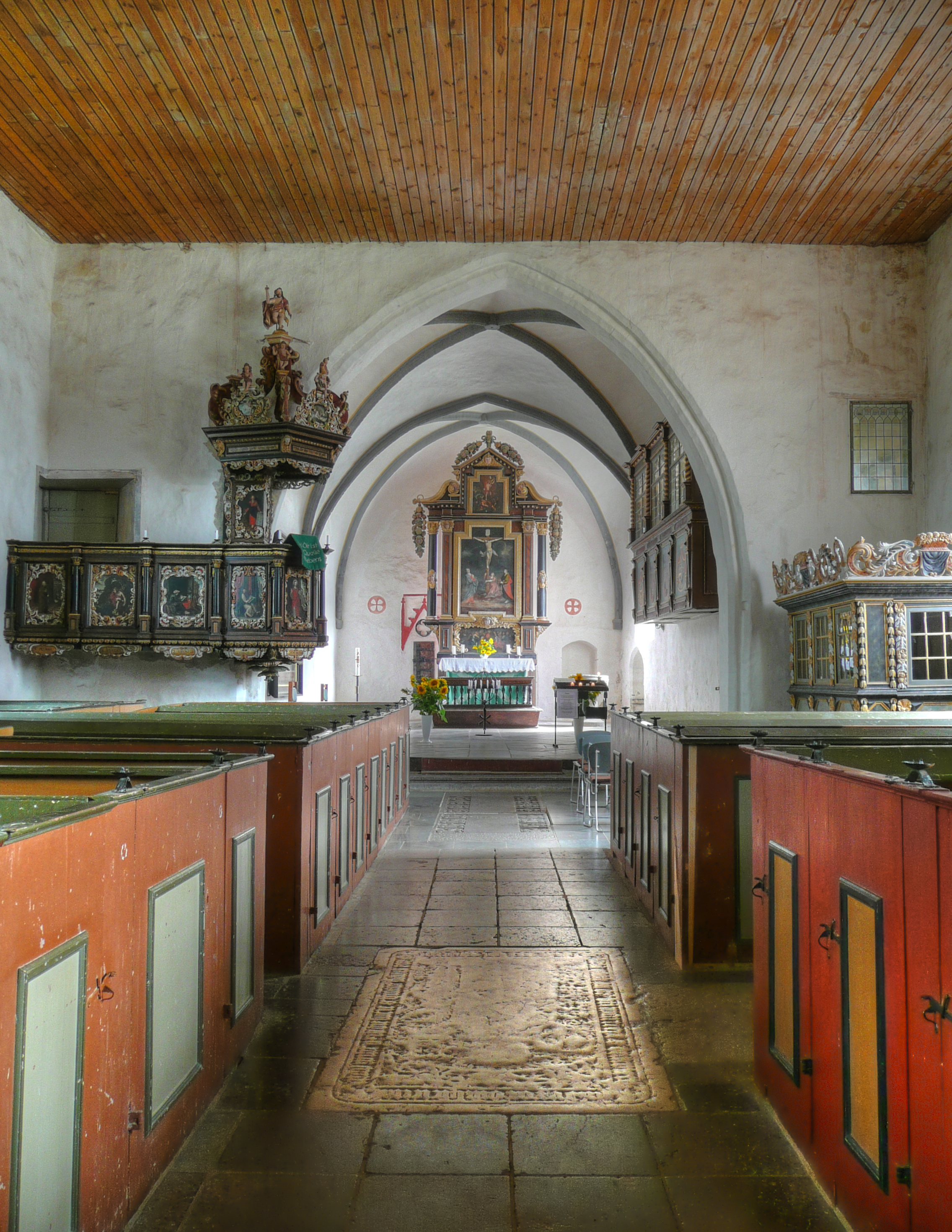
Interieur
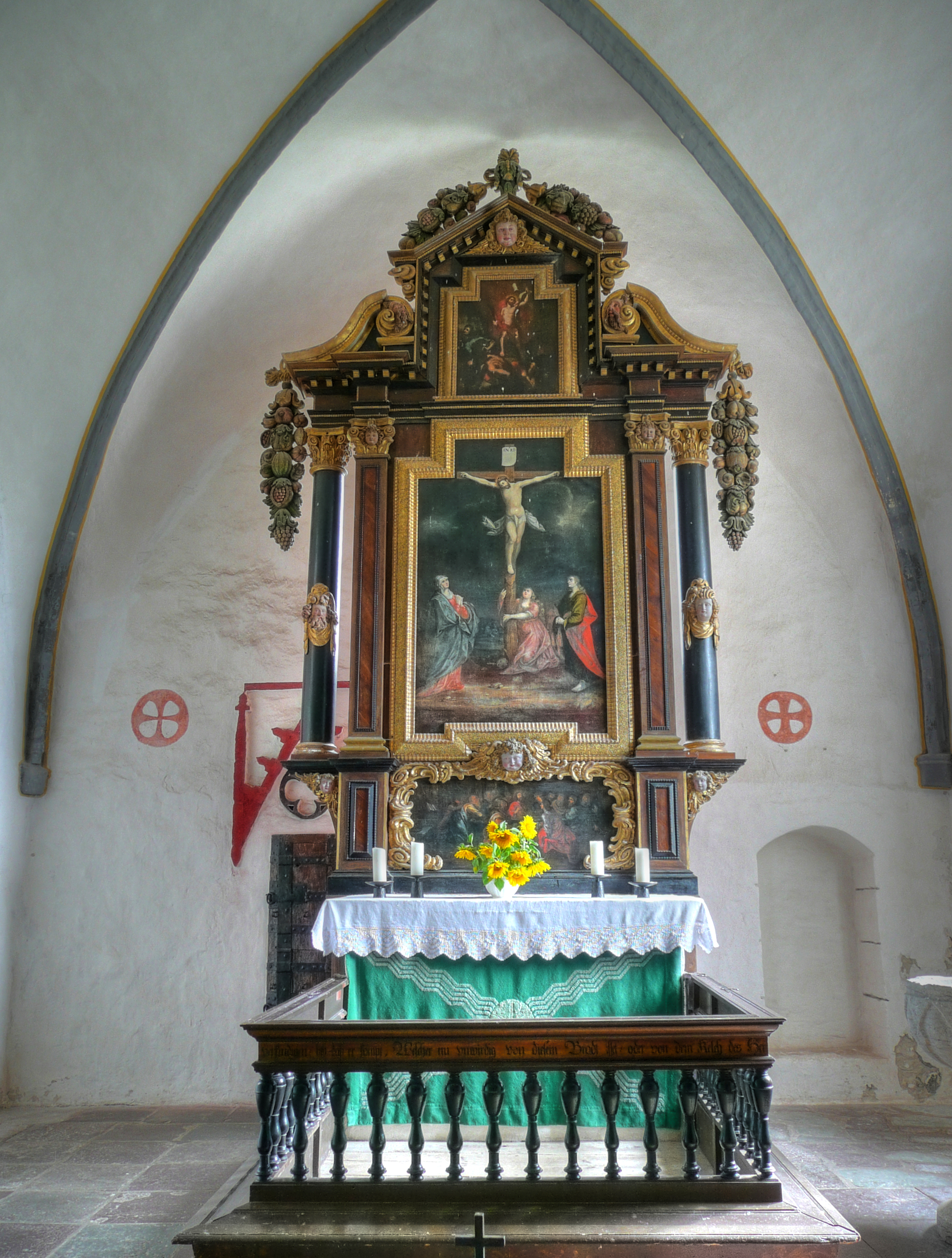
Altaar
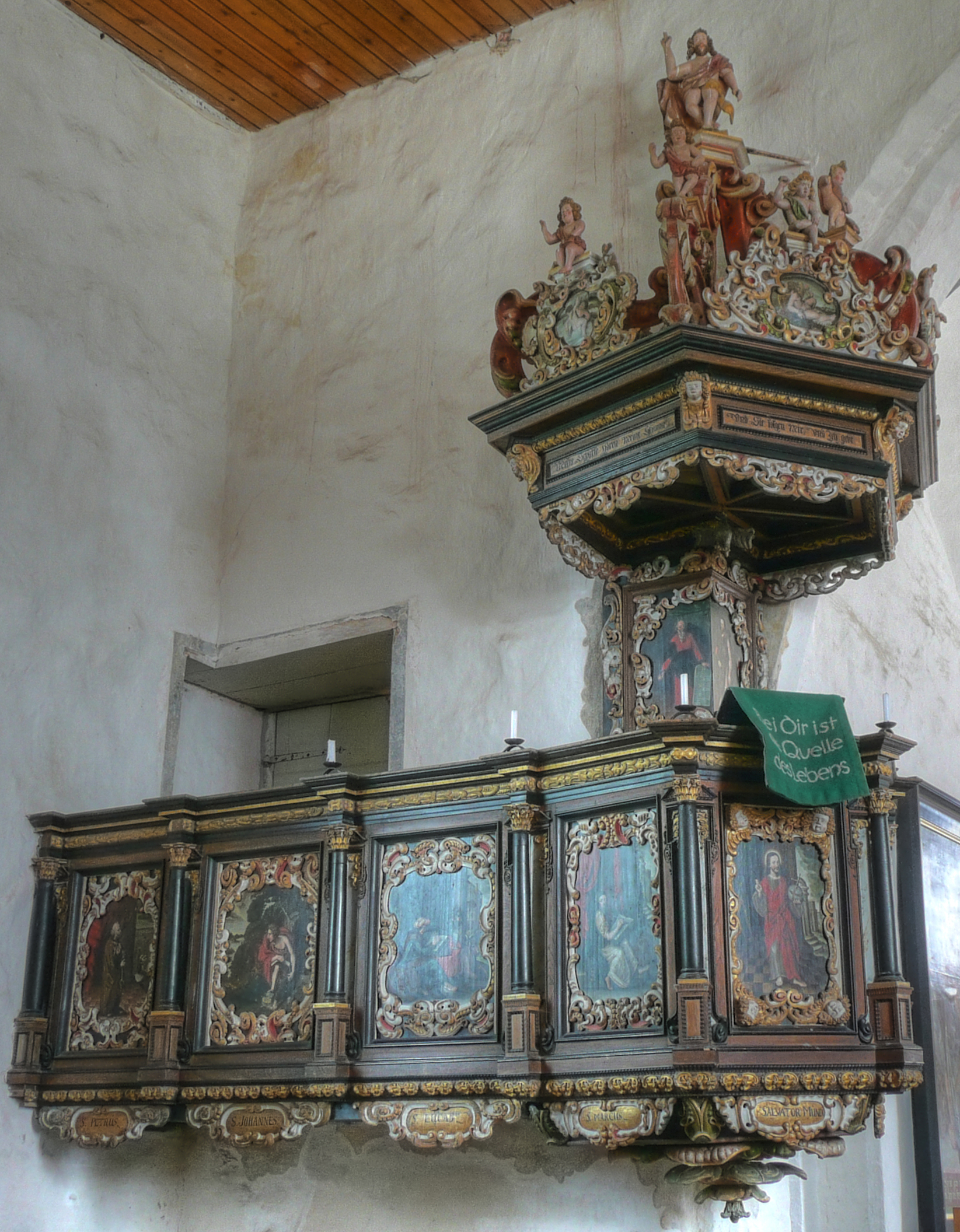
Kansel
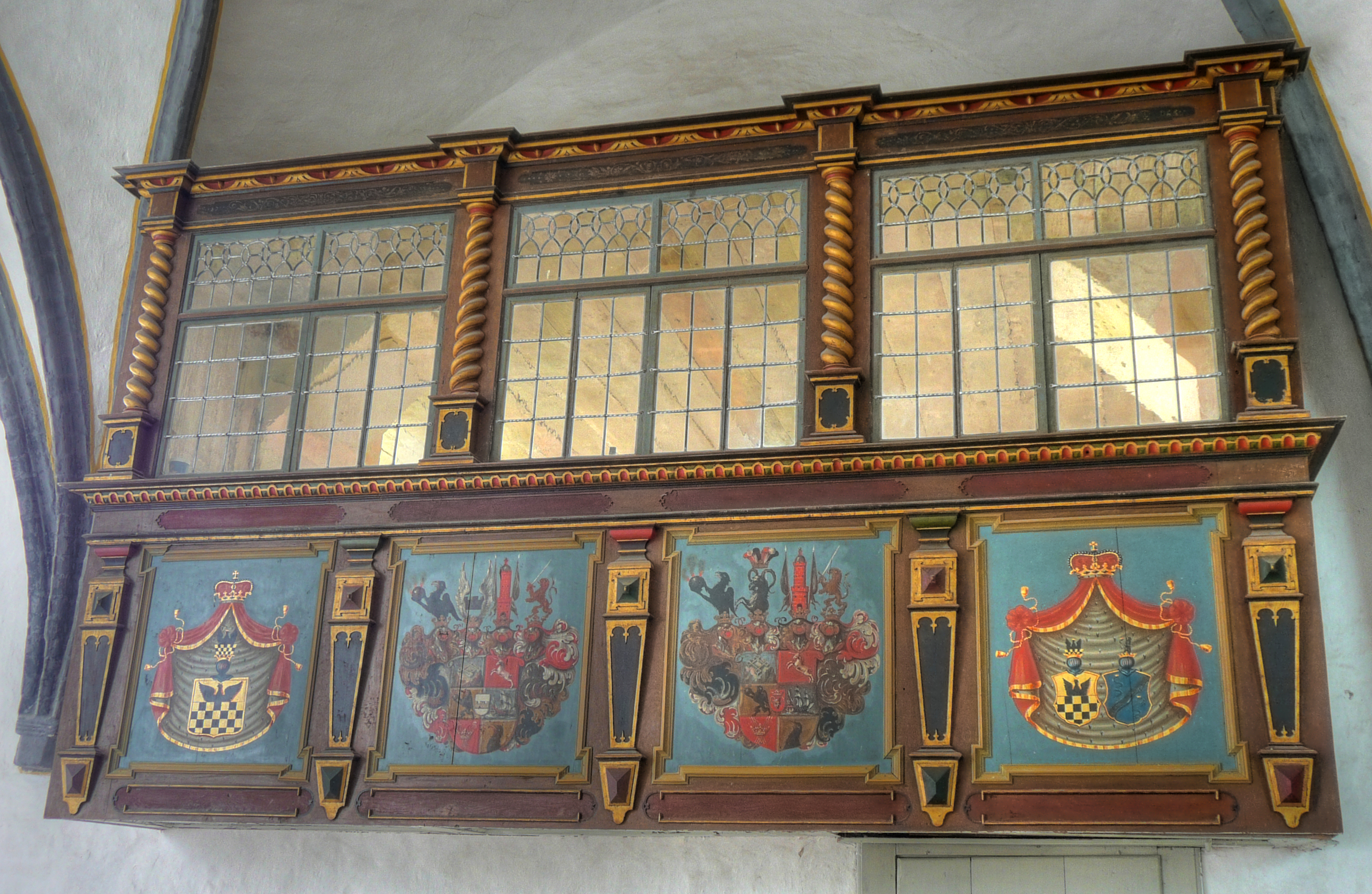
Loge